# 王菲克
王菲克（1994年12月10日—），海南人，中国男子足球运动员，司职前锋，2019年中国足协杯最佳射手，现效力于西安骏狼，青训出身为广州古广明，曾被河北精英送往巴西留洋于博塔弗戈U20。